# Carlo Nicoli

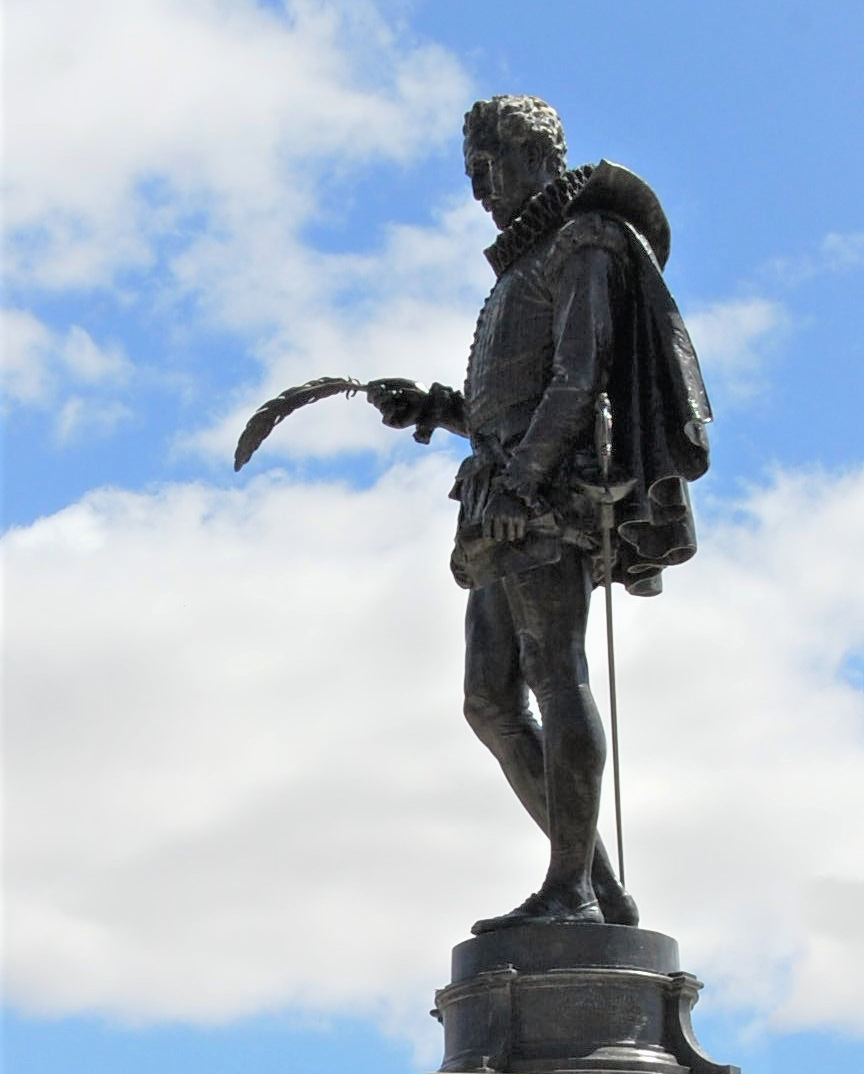
Estatua de Cervantes, en Alcalá de Henares.

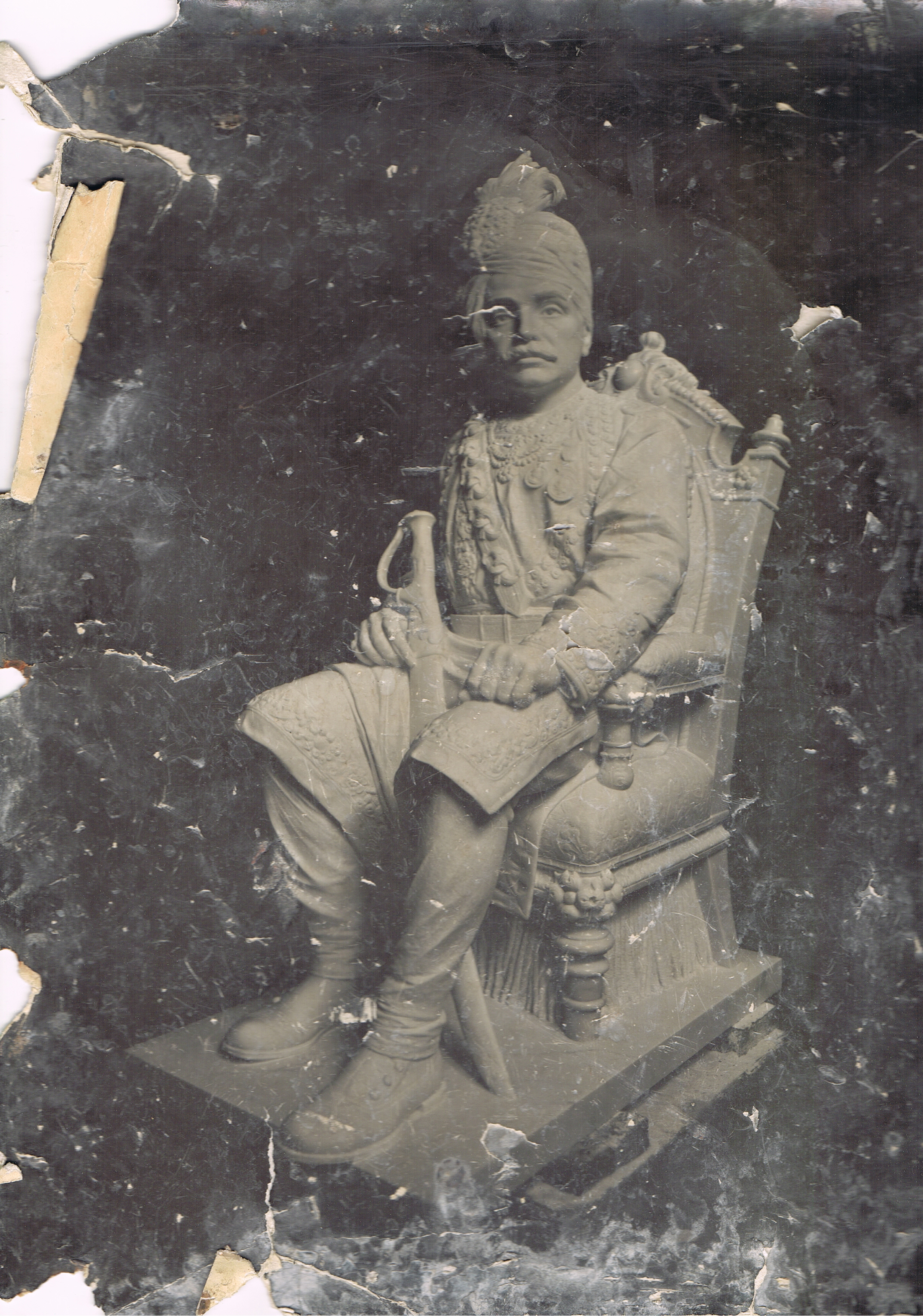
Maharajà indiano por Carlo Nicoli

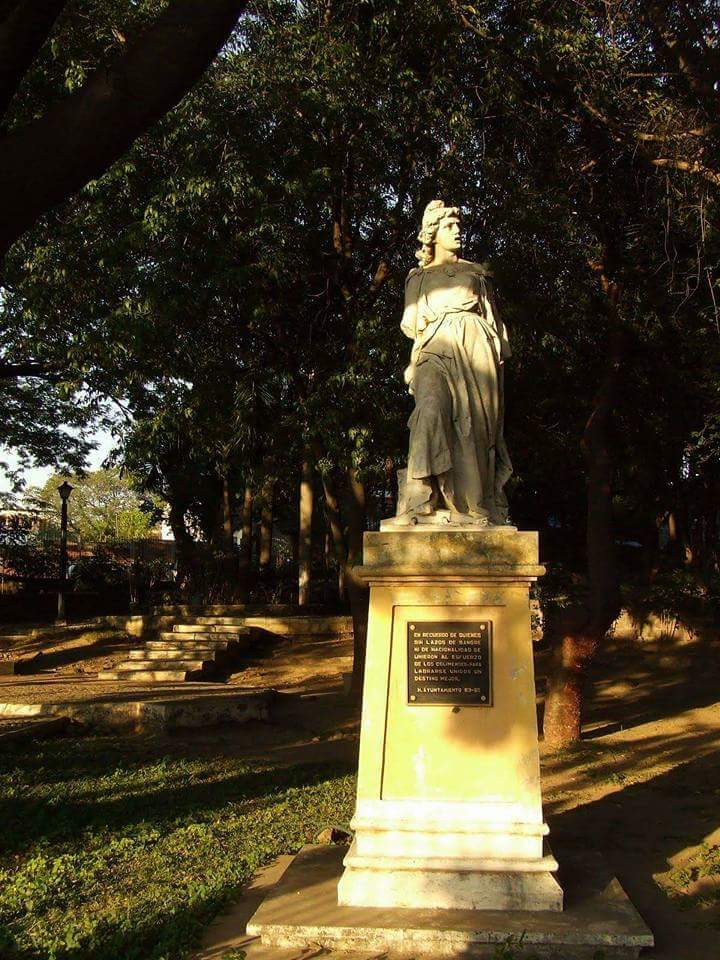
"La libertad" localizada en Colima, México

Carlo Nicoli Manfredi (Carrara, 4 de octubre de 1843- Belvedere di Avenza, fracción de Carrara, 2 de noviembre de 1915) fue un escultor italiano.

## Biografía
Nació en el seno de una familia de escultores, como su padre, Pietro, y su hermano, Silvio. Realizó varias obras en España, destacando su estatua de Cervantes situada en la plaza homónima de Alcalá de Henares. Recibió premios por parte de la Academia de Carrara y Florencia, además de ser caballero de la Orden de Carlos III.
Se presentó a la Exposición General de Bellas Artes de 1878, con una "Virgen del Sagrado Corazón" de yeso y con el mármol "La Inocencia"  (Medalla de Segunda clase), y a la de 1881 con una estatua en mármol titulada El mendigo.
En ocasiones aparece citado erróneamente como Pietro (o Pedro) Nicoli, al confundirse con su padre, con el que colaboró en algunas de sus obras.

## Algunas obras
- Grupo escultórico El ángel tutelar
- Estatua de mármol de Gonzalo Jiménez de Cisneros, conocido como el Cardenal Cisneros para el Palacio del antiguo Senado.
- Retrato de la Reina Victoria conservado en el Museo de Bristol.
- Escultura de Nuestra Señora del Olvido para la capilla de Carlos III en Madrid.
- Estatua de bronce de Miguel de Cervantes situada en la Plaza de Cervantes de Alcalá de Henares.
- Monumento a Cervantes de la Plaza de San Juan de Dios en La Habana (Cuba).[5]
- Bustos de Miguel de Cervantes, de Francisco Gumá y de Víctor Balaguer conservados en la Biblioteca Museo Víctor Balaguer.[6]
- Monumento a Garibaldi, Carrara.
- "Ceres", "Deméter" o "La Paz", localizada en el Bosque Cuauhtémoc en Morelia, México.
- "La Libertad" localizada en el panteón de los gringos en Colima, México.
- "La Fortuna" localizada en el vestíbulo del Teatro Degollado en Guadalajara, Jalisco.